# もずとはゃにぇ
もずとはゃにぇは、天然腐女子「もずベエ」とVtuber「ハヤニー」による日本のストリーマー、YouTuberである。
主にライブ配信プラットフォームYouTube、Twitchで配信活動をしている。

## ユニット名
もともとオンラインゲーム(FF14)を通じて友人であった「もずベエ」と「ハヤニー」には「グロ漫画」好きという共通の趣味があり、二人でゲーム実況をやろうという話をしている時に「モズのはやにえ」（モズという鳥が非常食として、カエルやネズミなどを木の枝に串刺しにする習性）の話が出た。

## メンバー

### もずベエ
- 福岡在住[2]
- 好きなゲーム：RPG[2]
- 苦手なゲーム：ホラー[2]
- 実は腐女子である。[2]

### ハヤニー
- 関西在住[2]
- 好きなゲーム：ＲＰＧ、アクション、サンドボックス、シミュレーション[2]
- 苦手なゲーム：ずっと同じことを強いられるゲーム[2]
- 関西でタレント事務所に所属し、映画・ドラマ・CM・ラジオ・舞台・声優など多岐に渡る活動を行っていたという経歴も持つ。[2]

## 経歴

### ストリーマー、YouTuberとして活動
2016年
7月10日、Twitterアカウントを開設。ゲーム女子もずベエと実況がえるはゃにぇとして初めて世に出たのがこの日となる。
9月10日、ニコニコ動画にて初めてのチャンネル「もずとはゃにぇゲーム実況コミュニティ」を開設。この日より、実況ユニットに向けて正式に活動を開始。初期は合同ではなく、お互い単独でゲーム実況をしていた。
9月17日、YouTubeにて「もずとはゃにぇ」チャンネルを開設。
10月26日、YouTubeにて動画投稿をスタート。
12月21日、オフィシャルサイト　もずはゃチャンネルブログ開設。
12月22日、実写はゃにぇが旅に出るコンセプトのInstagramを開設。
2020年
6月19日、BitSummit GaidenにてBeepとコラボし、Raw Fury、Another Indie、Beep、その他インディーゲームディベロッパーによる人気ゲームの2日間に渡るストリーミングプログラムを実施。ゲスト：質六合（Zangetu・元電撃プレイステーション編集者）、こまつ（音楽芸人、作曲家)
2021年
10月2日、東京ゲームショウ2021 オンラインにてBeepとコラボし、インディーゲームの特別コラボ配信を実施。